# Saúl Torres
Saúl Torres Rojas (Sucre, Bolivia; 22 de marzo de 1990) es un futbolista boliviano. Juega como defensa y su equipo actual es Nacional Potosí de la Primera División de Bolivia.

## Selección nacional

### Participaciones enCopa América
| Copa              | Sede   | Resultado      | Partidos | Goles |
| ----------------- | ------ | -------------- | -------- | ----- |
| Copa América 2019 | Brasil | Fase de grupos | 0        | 0     |

## Clubes
| Club                    | País    | Año               |
| ----------------------- | ------- | ----------------- |
| Independiente Petrolero | Bolivia | 2006 - 2008       |
| Fancesa                 | Bolivia | 2009 - 2010       |
| Flamengo de Sucre       | Bolivia | 2011              |
| Universitario de Sucre  | Bolivia | 2012 - 2014       |
| Real Potosí             | Bolivia | 2014 - 2015       |
| Universitario de Sucre  | Bolivia | 2015 - 2016       |
| Real Potosí             | Bolivia | 2017              |
| Nacional Potosí         | Bolivia | 2018 - 2019       |
| The Strongest           | Bolivia | 2019 - 2023       |
| Gualberto Villarroel    | Bolivia | 2024              |
| Nacional Potosí         | Bolivia | 2025 - Actualidad |

## Palmarés

### Títulos nacionales
| Título           | Club                 | Año           |
| ---------------- | -------------------- | ------------- |
| Primera División | Universitario (USFX) | Clausura 2014 |
| Primera División | The Strongest        | 2023          |